# 今村治輔
今村 治輔（いまむら はるすけ、1929年8月13日 - ）は、日本の経営者。清水建設社長を務めた。

## 来歴・人物
大分県出身。1954年に東京大学工学部建築学科を卒業し、同年に清水建設に入社。1983年6月に取締役に就任し、1985年6月に常務、1987年1月に専務を経て、1988年6月に副社長に就任し、1990年6月には社長に昇格。1999年1月に会長に就任し、2004年6月に相談役に就任。